# Kényszergyógykezelés
A kényszergyógykezelés egy büntetőjogi intézkedés.  A személy elleni erőszakos vagy közveszélyt okozó bűncselekmény elkövetőjével szemben kell alkalmazni, ha elmeműködésének kóros állapota miatt nem büntethető, és tartani kell attól, hogy hasonló cselekményt fog elkövetni, feltéve, hogy büntethetősége esetén egyévi szabadságvesztésnél súlyosabb büntetést kellene kiszabni.

## Az ideiglenes kényszergyógykezelés
Az ideiglenes kényszergyógykezelés a kényszerintézkedések közé tartozik. Lényege a kóros elmeállapotú terhelt személyi szabadságának bírói elvonása, jogerős ítélet nélkül. Akkor van helye, ha megalapozottan lehet arra következtetni, hogy a terhelt kényszergyógykezelését el kell rendelni. 

## Végrehajtása
A kényszergyógykezelést erre kijelölt, zárt intézetben hajtják végre.

## Megszüntetése
A kényszergyógykezelést meg kell szüntetni, ha szükségessége már nem áll fenn.